# Helmintosporioza stokłosy
Helmintosporioza stokłosy (ang. brown leaf spot of brome) – wywołana przez Pyrenophora bromi grzybowa choroba stoklosy (Bromus).

## Objawy
Nazwa helmintosporioza pochodzi od dawniej używanej naukowej nazwy wywołującego ją patogenu Helminthosporium bromi. Występuje on na wielu gatunkach stokłos. Stokłosa bezostna (Bromus inermis) jest uprawiana jako trawa pastewna, a stokłosa miękka (Bromus hordeaceus) jako roślina ozdobna, choroba ma więc znaczenie ekonomiczne. Pyrenophora bromi jest najgroźniejszym patogenem stokłosy.
Helmintosporioza stokłosy rozwija się w ciepłych i wilgotnych warunkach. Jej objawami są okrągłe, brązowe plamy, które mogą się szybko rozprzestrzeniać, jeśli nie podejmie się skutecznych działań.

## Ochrona
Skutecznymi w zwalczaniu helmintosporiozy są fungicydy zawierające azoksystrobinę lub propikonazol. Czas ma kluczowe znaczenie w przypadku stosowania fungicydów. Najlepszą praktyką jest zastosowanie oprysków przy pierwszych oznakach infekcji, najlepiej w chłodniejszych, wilgotnych warunkach, gdy grzyby się rozwijają. Regularne monitorowanie uprawy może pomóc wykryć problemy na wczesnym etapie. Zamiast metody chemicznej można też zwalczać chorobę poprzez opryskiwanie olejem parafinowym lub wywarami z niektórych roślin. Duże znaczenie ma też zapobieganie chorobie. Podlewanie odgrywa znaczącą rolę w utrzymaniu zdrowych roślin. Należy podlewać dużą ilością wody, ale rzadko, aby zmusić je do silnego rozwoju korzeni. Ściółkowanie trawy pomaga zatrzymać wilgoć i regulować temperaturę gleby, tworząc bardziej sprzyjające środowisko dla wzrostu.